# Albert Olives
Albert Olives (Falset, 1787 - Tarragona 1827) va ser un advocat i militar català.
Va estudiar Dret a la Universitat de Cervera i es va instal·lar primer a Tarragona, formant part dels serveis jurídics de l'exèrcit i on va arribar al grau de capità retirat com a tinent coronel, i després a Reus, on tenia família i el 1820 va obrir un despatx d'advocat. Vinculat al sector moderat, va ser nomenat regidor a l'ajuntament de Reus amb l'alcalde Antonio Chamochín. Quan el coronel Joan Rafí Vidal es presentà a Reus el dia 4 de setembre de 1827 amb una columna de 200 homes exigint diners per fer front a una partida de Malcontents que actuava a la zona, Olives el recolzà. Rafí es va quedar a Reus i els seus homes van ocupar llocs estratègics de la vila. El dia 7 al matí, Joan Rafí es va presentar a l'ajuntament davant de l'alcalde i els regidors acompanyat de tots els caps i oficials dels voluntaris reialistes i es pronuncià a favor dels revoltats que deia combatre. Va exigir 200.000 rals que havien de ser donats abans de les 5 de la tarda o prendria represàlies. Rafí va fer una proclama per mobilitzar els milicians i apropar-los a la revolta, però la majoria es va negar a seguir-lo. Olives, que era un dels comandants de la Milícia, va oferir-se a Rafí per a acompanyar-lo amb les seves columnes de milicians si no atacava la ciutat. El dia 8 va entrar a Reus amb les seves tropes el franciscà del convent de Reus Pau Orri, conegut com a pare Punyal, amb molts crits de Visca el Rei! "aunque no decían qual" comenta Antoni Pons, un menestral reusenc que va escriure un interessant dietari. El pare Orri anava a cavall, acompanyat per un frare de Riudecanyes anomenat Ramon i dels seus homes mal armats, la majoria lladres i delinqüents que es feien respectar. Rafí va fer un parlament acollint els revoltats nouvinguts, i hi va haver moments de greu tensió a la ciutat. Albert Olives va ratificar la seva ajuda a Rafí i es van tranquil·litzar els ànims. Rafí, el pare Punyal i Albert Olives amb els seus homes, van marxar de Reus, on van tornar el dia 14 per exigir més diners. Van saquejar la caixa municipal i van fer alguns presoners pels quals van demanar rescat. Al cap d'uns dies, Rafí i Olives, que havien ocupat el Coll de Balaguer amb les seves forces, van atacar l'exèrcit del govern que acompanyava el rei Ferran VII quan anava a Tarragona, i el van vèncer. El dia 19 van posar setge a Tarragona, el 21 Rafi i Olives tornaven a Reus a reclamar diners, i l'alcalde Chamochín va fugir de la ciutat. El 29 arribà el general Manso a Reus amb 1.500 homes, i va batre la comarca buscant rebels. Va prometre l'indult si es rendien, i tant Rafí com Olives, i altres caps, van acceptar la rendició, perquè, mal armats, no podien fer front a l'exèrcit reial.
Els presoners van ser traslladats a Tarragona, on, tot i les promeses d'indult, van ser afusellats i després penjats. Un relat explica que a un quart de vuit del matí, a Tarragona es van sentir dues canonades i immediatament es va hissar la bandera negra, senyal d'execució. Van ser ajusticiats el "Coronel graduado de infanteria, don Juan Rafí Vidal y el capitán graduado de teniente coronel don Alberto Olives", primer i segon caps de la rebel·lió que s'aixecà al Camp de Tarragona contra el rei. L'ajuntament de Reus va fer diverses gestions per a alliberar Albert Olives. En una carta al rei del 25 d'octubre l'alcalde Chamochín explicava que si s'havia passat a les forces de Rafí ho va fer per salvar la ciutat davant la negativa dels voluntaris reusencs a sumar-se a la revolta. L'ajuntament justificava la revolta atribuint un excés de zel a Olives i "una erupción de lealtad alucinada". Una carta anònima del 9 de novembre diu que va ser molt plorada a Reus l'execució d'Albert Olives, ja que l'ajuntament confiava en ell i era conegut pels consells i assessoraments que feia a la població.